# Demuryne
Demuryne (ukr. Демурине) – osiedle typu miejskiego na Ukrainie, w obwodzie dniepropetrowskim, w rejonie synelnykowskim, w hromadzie Meżowa. W 2024 liczyło 966 mieszkańców, spośród których 901 wskazało jako ojczysty język ukraiński, 50 rosyjski, a 15 inny.